# Música de Mesopotamia
Música de Mesopotamia fue una expresión historiográfica para referirse a la historia de la música de la antigua civilización mesopotámica.  Para la producción musical contemporánea de la región se suele emplear música de Irak o, genéricamente, música árabe.
La zona entre los ríos Tigris y Éufrates ( en griego "Mesopotamia") ha sido desde el Neolítico un territorio de gran riqueza y diversidad cultural. Cada una de las civilizaciones que tuvieron allí presencia dejó su pozo cultural y sus influencias musicales. En el 4000 a. C. se establecieron los sumerios, luego los acadios o babilonios, los asirios y también los hititas, casitas, elamitas y persas hasta que finalmente se produjo la entrada de Alejandro Magno en Babilonia en el 300 a. C.
Asimismo, Mesopotamia ha sido centro de influencia para multitud de pueblos y civilizaciones: hititas, frigios, fenicios, israelitas, egipcios, griegos, persas, tribus indoeuropeas, árabes y los pueblos de la India antigua. La música de Mesopotamia, sobre todo sus instrumentos, se hallan en esos países aunque a veces considerablemente modificados, del mismo modo que también nos encontramos con influencias en sentido contrario.
Las fuentes que nos permiten el conocimiento de la música y los instrumentos de estos pueblos son tanto documentos literarios como reproducciones artísticas de instrumentos (pictóricas o escultóricas), así como algunos excepcionales casos de hallazgos arqueológicos de los propios instrumentos. Incluso se ha encontrado documentos que conservan la notación musical babilónica.

## Instrumentos

### Instrumentos de cuerda
- La lira o Kitara se considera el instrumento nacional sumerio. Ya se le representa a finales del cuarto milenio precristiano. Se hallaron preciosas liras, adornadas con oro, plata y placas de concha con profusión de ilustraciones, en las tumbas reales de Ur I. Estas primitivas liras sumerias son tan grandes que se apoyaban en el suelo (lira de pie sumerio). Su caja de resonancia se construía en forma de toro(símbolo de la fertilidad). Más tarde esa forma se estilizó, pero la cabeza de toro quedó como ornamento con barra delantera (columna). El ejecutante se sentaba ante el instrumento y tocaba las cuerdas con ambas manos. En las reproducciones, el número de estas cuerdas oscila entre 4, 5 y 7, y en los instrumentos hallados, también entre 8 y 11. Las cuerdas se aseguraban al travesaño mediante clavijas, y pasaban sobre un puente hacia la caja de resonancia. Están dispuestas con una inclinación hacia el ejecutante, a fin de que éste pudiese alcanzarlas todas. La lira de pie se convirtió luego en lira de mano, cuya primera imagen reproducida procede de la época babilónica (1800 AC).

- El arpa, (véase Arpa de Ur), ya la encontramos en la época sumeria. La caja de resonancia y el cordal forman una unidad en forma de arco (arpa de arco), o bien se enlazan en un ligero acodamiento(arpa de arco acodada). Según el modelo se la sostenía en forma vertical u horizontal. Las arpas tenían de 4 a 7 cuerdas. Los asirios conocían sobre todo el arpa de ángulo. Su caja de resonancia se halla en la parte superior, y el cordal se halla formando ángulo agudo con ella; su número de cuerdas es elevado.

- El laúd se denomina, en sumerio, pantur, y en griego pandura, es decir pequeño arco musical. Su existencia está documentada en reproducciones babilónicas del segundo milenio precristiano, casi siempre en manos femeninas, pero lo está de igual modo entre los asirios. Llama la atención su largo cuello (laúd de cuello largo) con diapasón, sobre el cual corren de 2 a 3 cuerdas, y su pequeño cuerpo de resonancia, sobre el cual se halla tendido un parche, en forma de media calabaza (también de piel de mandarina roja).

### Instrumentos de viento
- Flauta,  su existencia se halla demostrada desde tiempos primitivos. Se denomina gi-bu, “tubo largo”, no tiene embocadura, y se sostenía en posición casi vertical. Además existen flautas de orificios digitados.

- Chirimías, la chirimía doble, formada por dos tubos construidos de plata, de igual longitud y sin boquilla y de 4 orificios digitados cada uno. Algunas se hallaron en las tumbas de Ur I.La chirimía es un instrumento musical de viento-madera parecido al oboe y de doble lengüeta, trabajada antiguamente de forma grosera y labrada con nueve agujeros laterales, de los que únicamente seis están destinados a taparse por medio de los dedos

- Las trompetas rectas al igual que las trompetas en espiral, sólo aparecen en el período asirio. Seguramente se las empleaba como instrumentos de señales en el ejército.

### Instrumentos de percusión
Sonajas,varillas entrechocadas, sistros en forma de U, campanas de bronce y platillos de mano. 
Una peculiaridad la constituyen los grandes timbales de caldero de metal. También conocían el pequeño tambor cilíndrico, que se llevaba verticalmente delante del vientre, y también horizontalmente en caso de tener dos parches, en cuyo caso se golpeaba de ambos lados con las manos, el pequeño tambor de marco (pandereta) y un gran tambor de marco o bombo (de un diámetro aproximado de 1.50 a 1.80 metros), de dos parches, percutido por dos ejecutantes. Este último instrumento es, presumiblemente, de origen asiático. A menudo estaba coronado por una pequeña figura erguida.

## Práctica y técnica instrumental
No sabemos a ciencia cierta qué tipo de técnica instrumental se realizaba, pero lo que sí aventuramos a teorizar es que empleaban escalas pentatónicas y heptatónicas. Dicha teoría surge del análisis de la cronología de la época que permite dicha deducción debido al número de cuerdas en los instrumentos de cuerda y de orificios de los instrumentos en los instrumentos de viento. 
La música sería homofónica, pero parece que hubieran conocido también la polifónica. Así, las liras y las arpas casi siempre se punteaban con ambas manos y la chirimía sonaba a dos voces (posiblemente una emitía una nota pedal o bordón mientras que en la otra se ejecutaba la melodía).
En numerosas imágenes se representaron varios músicos componiendo pequeñas orquestas, por lo que la práctica orquestal, aunque no tal y como la conocemos hoy en día, era algo extendido. Estas combinaciones solían ser de dos arpas y cantante, o lira, arpa, tambor, platillos, o también chirimía doble, flauta doble, arpa, lira, etc., es decir, combinaciones de sonidos manifiestamente suaves. La Biblia describe la orquesta de Nabucodonosor II (Daniel, 3), y según ella trompetas o trompas, flautas u oboes dobles, liras y arpas sonaban en forma individual al principio y luego conjuntamente, por lo que conocían la técnica concertante.
El fin musical de estos pueblos sería principalmente artístico, dado que se pueden observar imágenes de la época que muestran ejecuciones musicales en las celebraciones del culto, en la danza y en torneos de lucha, pero también durante las comidas y en los jardines. Pueden también servir los instrumentos al antiguo Egipto.